# Pelagra
Pelagra ou Deficiência de niacina é uma deficiência nutricional causada pela falta de ácido nicotínico (também conhecida como niacina, vitamina B3 ou PP) ou falta de triptofano, um aminoácido essencial. É mais comum em países subdesenvolvidos com dieta restrita e em pessoas com AIDS/SIDA.
A niacina participa activamente na formação de sais biliares ajudando  a digestão dos ácidos graxos que permite melhor a absorção das vitaminas lipossolúveis.

## Causas
Pode ser causada por uma dieta pobre, por má absorção das vitaminas, por vícios em drogas ou associado a AIDS. Pode ocorrer em pacientes com:
- Doenças gastrointestinais que dificultem a absorção de alimentos;
- Pacientes internados por muito tempo apenas com soro fisiológico;
- Usuários frequentes de diuréticos, incluindo álcool;

## Sinais e sintomas
Vitamina B3 é uma enzima essencial na formação do NAD e NADP, cruciais em reações oxidativas e redutivas, como por exemplo, a formação de esteroides, a síntese de ácidos graxos, metabolismo de proteínas e de reparação do DNA.
Seus sintomas clássicos são:
- Diarreia;
- Degeneração neurológica (demência);
- Dermatite áspera,  e pigmentada;
- Depressão e irritabilidade;
- Delírio e confusão mental;
- Distúrbios motores;
- Distúrbios sensoriais (sensibilidade a luz e odores)
- Dores abdominais.

Outros sintomas incluem:
- Naúsea e vômito;
- Inflamações na boca e garganta;
- Fraqueza;
- Perda de apetite.

Inicialmente a pele fica avermelhada como queimadura de sol e sensível a luz. Com o tempo pode causar problemas de coordenação motora e eventualmente paralisia. Essa dermatite é mais comum nas mãos ( e pescoço). 

## Diagnóstico
Exames de urina podem identificar déficit nos produtos da niacina 2-piridona e 2-metil nicotinamida. Analise dos níveis de NAD/NADP também podem ser úteis.
A niacina é também conhecida como vitamina PP, por ter ação Preventiva à Pelagra.

## Prevalência
Em 1995, 1,4% da população de Moçambique foi identificada com pelagra. Em 1999 afetava 2,6 pessoas em cada 1000 habitantes persistindo com níveis similares por muitos anos. Frequentemente está associada a outras deficiências nutricionais.

## Tratamento
É tratada com suplementos de B3 ou similares por via oral ou intravenosa. O aumento no consumo de alimentos ricos em vitamina B3 é importante para evitar recaídas. As melhores fontes são:
- Levedo de cerveja;
- Fígado;
- Amendoim;
- Peixes cozidos;
- Carnes cozidas;
- Arroz integral;
- Pão integral;
- Pimenta de caiena;
- Tomate seco.